# Ratchet and Clank : La taille, ça compte
Vous lisez un « article de qualité » labellisé en 2022.
Ratchet and Clank : La taille, ça compte (intitulé Ratchet and Clank: Size Matters dans la version originale américaine) est un jeu vidéo de plates-formes et de tir en vue à la troisième personne. Il est développé par High Impact Games et édité par Sony Computer Entertainment sur PlayStation Portable. Le jeu sort initialement le 13 février 2007 en Amérique du Nord, puis les semaines qui suivent dans d'autres régions dont le 11 mai 2007 en Europe.
Le jeu fait partie de la franchise Ratchet and Clank (débutée sur PlayStation 2) et est chronologiquement le 5e épisode. Le scénario de La taille, ça compte débute après celui de son prédécesseur Ratchet: Gladiator et prend place dans un univers futuriste fictif où le joueur incarne deux héros galactiques : Ratchet et Clank. Ils font face à une nouvelle menace : les technomites, des inventeurs de génie. En effet, sous l'impulsion de leur dirigeant Otto Destructor, le peuple technomite veut reconquérir la galaxie.
À la demande de Sony qui possède les droits de la licence, le jeu n'est pas développé par le studio d'origine Insomniac Games. En effet, la conception est assignée à un studio satellite dont il s'agit de son premier exercice. Par la même occasion, c'est aussi le premier opus de sa série à paraître sur PlayStation Portable et par extension, sur une console portable. Le jeu reprend les mécaniques de jeu des trois premiers opus de la série et apporte quelques nouvelles fonctionnalités dans le gameplay.
La transition de la série vers un support portable est un véritable succès critique auprès de la presse spécialisée, puis commercial en s'écoulant approximativement à 3,75 millions de copies dans le monde. Ce résultat fait de La taille, ça compte l'un des opus le plus vendu de sa franchise ainsi que le sixième sur son support attribué. Le jeu fait alors l'objet d'une adaptation sur PlayStation 2 en 2008. Néanmoins, la critique et le public réservent au portage un accueil beaucoup plus froid.

## Trame

### Univers
Le jeu se déroule dans un univers futuriste et imaginaire, à l'échelle d'une galaxie, sans que le contexte temporel ne soit dévoilé.
Ratchet et Clank se déplacent de planète en planète, grâce à leur vaisseau, au sein de la galaxie fictive Solana (déjà présente dans le premier, troisième et quatrième opus). Auparavant, la galaxie s'est vue menacée par les ambitions machiavéliques de Drek et du Docteur Néfarious. Le périple de Ratchet et Clank, accompagné de musiques électroniques, orchestrales et d'ambiance, les amène dans des environnements variés : la station balnéaire paradisiaque de la planète Pokitaru, le monde agricole de la lune Dayni subissant un cycle jour-nuit extrêmement court ; ainsi que le monde-décharge Métalis où la nature a laissé sa place à la plus grande décharge de métaux à ciel ouvert, ou encore l'usine de robots présente sur le monde stérile de la planète Kalidon. L'utilisation d'un rayon réducteur (un gadget qui permet de changer la taille de son détenteur) permet aux deux héros de côtoyer des mondes minuscules dont une ville technomite, bâtie à l'échelle microscopique, ainsi qu'une usine réduite sur la planète de lave Quodrona. Le jeu propose ainsi huit planètes à explorer. Toutefois, le joueur n'est pas seulement réduit à fouler des planètes : il doit aussi voyager à travers l'espace via le contrôle de Clank, sillonner les rêves de Ratchet et s'infiltrer à l'intérieur du corps de Clank pour le protéger de la menace technomite. Au total, douze niveaux sont à parcourir.

### Personnages
Le joueur incarne principalement Ratchet, un lombax (une espèce fictive qui ressemble à un félin bipède) qualifié d'agile et de rapide. Ancien mécanicien, il a gardé sa clé à molette pour s'en servir comme d'une arme de corps-à-corps. Ratchet est devenu un héros en parvenant à sauver par deux fois le sort de la galaxie Solana, ainsi que celui d'une autre galaxie. Il s'est autrement illustré en ressortant vivant de DreadZone, une émission de télé-réalité qui force les héros galactiques à combattre pour leur survie dans des arènes. Malgré tant de péripéties, le lombax reste toujours aussi impulsif et farceur, ce qui le rend insouciant face au danger.
Ratchet est accompagné de son ami Clank, un petit robot de guerre qui possède des capacités intellectuelles remarquables. Il est d'autant plus utile qu'il permet à Ratchet d'évoluer dans des environnements auparavant inabordables. En effet, Clank dispose de fonctionnalités qui permettent au lombax de sauter plus loin et plus haut, de planer et même de se propulser dans l'eau. De plus, dans cet épisode, le joueur incarne Clank lors de nombreuses phases : soit sa petite taille lui permet de se faufiler dans de nouveaux endroits, soit il participe à la Guerre des robots qui est une série d'épreuves (combat motorisé, énigmes, etc.) uniquement consacrée aux robots. En outre, Clank peut se transformer en Clank le Géant, c'est-à-dire qu'il se métamorphose en un robot de plusieurs mètres de haut pouvant, entre autres, s'envoler dans l'espace et tirer des missiles sur les vaisseaux ennemis.
Durant leur aventure, les deux héros sont confrontés aux technomites, un peuple dont l'existence ne fut jamais avérée puisqu'ils auraient été prétendument inventés par des parents, dans le but d'apprendre la technologie à leurs enfants. Cependant, cette espèce existe réellement. Or, sous l'impulsion conquérante de leur dirigeant Otto Destructor, antagoniste principal du jeu vidéo, les technomites veulent asservir la population galactique. Le peuple se démarque principalement par ses êtres minuscules qui sont des génies dans la maîtrise de la technologie.
Ratchet et Clank rencontrent en plus quelques personnages secondaires dont une jeune écolière prénommée Luna et le Skyboarder. Il y a également le capitaine Qwark, un super-héros déchu qui tente de se rapprocher du duo et qui va parallèlement rechercher la trace de ses parents disparus. Certains de ces personnages prêtent main-forte aux héros tels que le Professeur Germe, scientifique et inventeur, qui confie à Ratchet un gadget ou encore Skrunch, un singe et ami de longue date du duo.

### Histoire

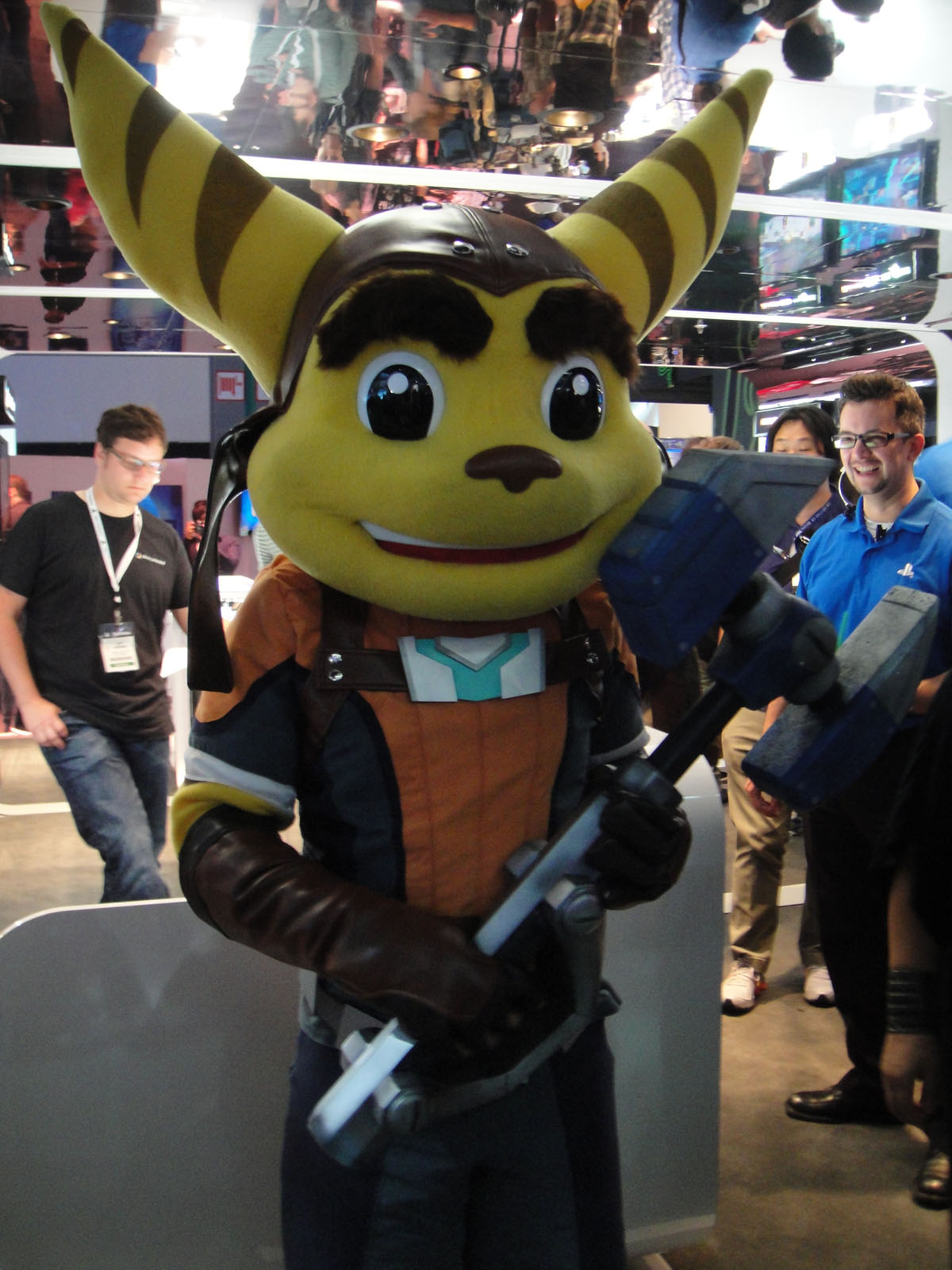
Un cosplay de Ratchet, lors de l'E3 2011.

L'aventure débute sur une plage paradisiaque de Pokitaru où Ratchet et Clank, après s'être échappé de Dreadzone, profitent de leurs vacances,,. Leur repos est interrompu par une jeune écolière nommée Luna. Elle s'auto-proclame fan. Luna souhaite alors prendre des photos de Ratchet en train de se battre contre des adversaires afin de rédiger un projet de classe sur les héros,. Le lombax accepte mais, avant qu'il ne termine sa démonstration de force, Luna se fait enlever par de mystérieux robots,. Ratchet et Clank s'empressent de poursuivre les ravisseurs, mais ils réussissent à les semer. Luna a toutefois le temps de laisser tomber au sol un objet étrange. Clank analyse le dispositif et conclut qu'il s'agit d'un artefact d'origine technomite, une conclusion réfutée par Ratchet. En effet, il déclare que les technomites sont des êtres imaginaires, inventés par les parents pour faire apprendre la technologie aux jeunes enfants. Quoi qu'il en soit, les deux acolytes décident de suivre les coordonnées inscrites sur l'objet.
Le duo se rend sur Ryllus à la recherche d'un ancien temple pour comprendre la nature de l'objet et trouver des indices sur la disparition de Luna. À l'intérieur du temple, ils accèdent à une salle des cartes, depuis laquelle ils activent le dispositif. Celui-ci renferme les coordonnées de la planète Kalidon, une ancienne colonie technomite. Ratchet et Clank envisagent de s'y rendre puisqu'ils supposent qu'il s'agit du lieu de détention de la jeune fille. Sur Kalidon, Ratchet et Clank investissent une usine de construction de robots (les mêmes qui sont apparus sur Pokitaru). Au fond de celle-ci, ils sont amenés à se battre contre Mungo, une créature géante qui garde effectivement l'entrée de la cellule où Luna est emprisonnée. Victorieux, le duo s'empresse de la délivrer. Pourtant, Ratchet et Clank ne se rendent pas compte qu'ils viennent de tomber dans un piège fomenté par les technomites avec la complicité de Luna. Les deux acolytes sont alors capturés et assommés.
Clank se réveille, seul, dans le monde-décharge de Métalis, en pleine Guerre des robots où de vieux robots rouillés tuent le temps en essayant continuellement de s’entre-tuer. Les technomites, ne jugeant pas utile de garder le petit robot, l'ont abandonné sur cette planète. C'est en s'échappant de cette zone que Clank reçoit l'aide de Skrunch, un ancien ami, qui lui donne les coordonnées du lieu de détention de Ratchet, une station spatiale médicale nommée Oméga,. Sans vaisseau, il parvient à quitter la planète en se transformant en géant et s'envole dans l'espace jusqu'à sa destination. Pendant ce temps, Ratchet est endormi dans un sommeil profond à cause de puissants sédatifs qui le plongent dans des rêves sans queue ni tête. L'état du lombax permet aux technomites de mener des expériences médicales. En complément, les technomites possèdent de nombreuses pistes vidéo qu'ils ont capturées via des caméras qu'ils avaient disposés sur Ryllus. C'est grâce à l'arrivée de Clank dans la station que Ratchet finit par se réveiller, la mémoire confuse. En essayant de s'enfuir de la station, Ratchet et Clank découvrent un laboratoire où sont entassées des fioles d'ADN du lombax. Dans un élan de colère, il jette l'un de ces récipients contre le cœur de la station provoquant son imminente explosion. Avant la destruction de la base, Ratchet parvient à capter une transmission de Luna adressée à Otto Destructor, le dirigeant des technomites, révélant entre autres les coordonnées de la planète Challax.
Sur Challax, Ratchet et Clank réussissent à trouver une ville technomite miniature après s'être eux-mêmes rétrécis grâce à un gadget. Ils retrouvent Luna et s'aperçoivent qu'il s'agit d'un robot qui est piloté par des technomites depuis l'intérieur de sa tête,. Cependant, le duo est repéré et le robot s'échappe. Ratchet et Clank poursuivent Luna jusque sur la lune Dayni où la confrontation est inévitable. Avant cela, les technomites présents dans la tête de la jeune fille expliquent les raisons de l'enlèvement du lombax : ne supportant plus le déni de la galaxie à leur égard, les technomites ont prélevé l'ADN de Ratchet afin de créer une armée de clones du lombax, leur permettant de conquérir la galaxie et de recouvrer une reconnaissance et le respect. En effet, les technomites ont remarqué que personne ne pouvait vaincre Ratchet puisque c'est un guerrier redoutable. À la suite des hostilités, le combat se termine par la mise hors-service du robot Luna. Clank décide de récupérer les coordonnées menant à l'usine de clonage en se connectant à Luna mais le robot est muni d'un système de sécurité avancé qui fait à son tour dysfonctionner Clank. Ratchet parvint à le remettre en état de marche en se rétrécissant et en activant le système de secours à l'intérieur de Clank, puis ils repartent en définitive vers Quodrona, là où mènent les coordonnées des données issues de Luna.
Sur Quodrona, Ratchet et Clank rencontrent finalement Otto Destructor, l'empereur des technomites. Plus que de la reconnaissance ou du respect, son objectif ultime est le pouvoir, et plus particulièrement le pouvoir par l'esprit. En effet, ses recherches ont abouti à la création d'une machine capable de transférer l'intelligence d'un être vers un autre. Lorsque son armée de clones serait arrivée à maturité, Otto voulait l'envoyer à travers toute la galaxie afin de collecter les cerveaux les plus brillants et y puiser toute leur puissance cérébrale en vue de devenir l'être le plus doué d'intelligence. Une confrontation à nouveau inévitable, entre les antagonistes et le protagoniste principal, se solde par la défaite cuisante d'Otto, engendrant une nouvelle paix dans la galaxie.

## Système de jeu

### Généralités

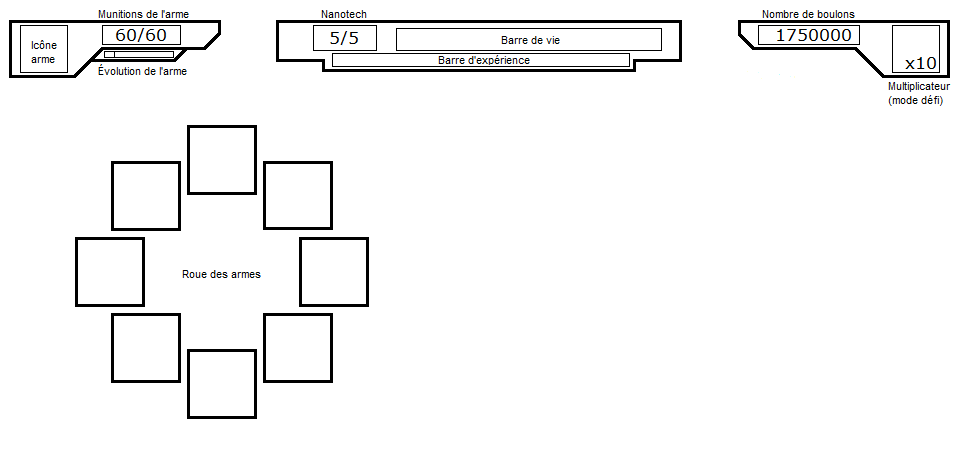
Reproduction de l'ATH dans La taille, ça compte sur PlayStation 2. En cours de jeu, seule la partie haute recouvre l'écran ; la « roue des armes » s'affiche seulement lorsqu'un bouton spécifique de la manette est appuyé.

Ratchet & Clank : La taille ça compte est un jeu d'action-aventure et de plates-formes dans lequel le joueur contrôle principalement Ratchet en vue à la troisième personne (une vue subjective est toutefois disponible). Le joueur contrôle la caméra grâce à deux schémas de contrôle possibles (en l'absence d'un joystick analogue droit pour déplacer la caméra comme sur PlayStation 2). Un mode histoire est jouable seul tandis qu'un mode multijoueur, comprenant le jeu en réseau en ligne, est disponible jusqu'à quatre joueurs simultanément,.
Le joueur a pour but de parcourir des environnements variés (plage, forêt, usine, ville, etc.) sur diverses planètes tout en éliminant les ennemis lui faisant face et en franchissant les obstacles par le biais d'une collection d'armes et de gadgets. Le joueur doit préserver la santé de son personnage – intitulé nanotech – en évitant de subir des dégâts (ennemis, pièges, chutes, etc.). Lorsqu'elle tombe à 0 points de vie (P.V.), la session prend fin et le joueur reprend la partie depuis le point de passage précédent.
Dans le coin supérieur gauche de l'ATH se trouvent le nombre de munitions de l'arme sélectionnée ainsi que sa barre d'évolution. En haut, au centre, sont présentes la barre de santé de Ratchet et sa barre d'expérience. Enfin, dans le coin supérieur droit sont répertoriés le nombre de boulons et le multiplicateur (affiché seulement en mode « Défi »). La roue des armes n'apparaît qu'après avoir appuyé sur une touche spécifique de la console portable. Cette dernière permet au joueur de sélectionner rapidement l'une de ses armes.

### Progression
Le joueur incarne Ratchet avec lequel il peut marcher, courir, se déplacer latéralement en tirant (strafing (en)), sauter (voire double sauter) et s'accroupir afin de traverser les niveaux remplis d'obstacles et d'ennemis dont certains sont des boss. Le joueur peut accéder à des plates-formes éloignées par le biais de Clank — activer ses hélices permet de planer ou de sauter plus haut ou plus loin,. La progression dans les niveaux est ponctuée de points de contrôle. Une mécanique du jeu est empruntée aux jeux de rôle. En effet, l'expérience de Ratchet, représentée par une barre en haut au centre de l'ATH, augmente au fur et à mesure qu'il élimine ses adversaires. La barre se complète grâce aux points d'expérience acquis en éliminant les ennemis, ce qui entraîne progressivement l'augmentation de la santé maximale du personnage qui débute à 5 P.V., jusqu'à un total de 200 P.V..

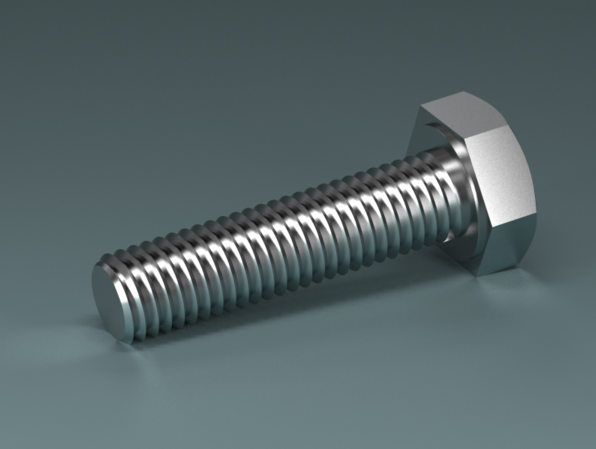
Représentation en 3D d'un boulon. Dans le jeu, les boulons servent de monnaie pour acheter de l'équipement.

Le joueur peut récolter des unités monétaires sous la forme de « boulons » lorsqu'il déplace Ratchet. Ils apparaissent quand le joueur détruit des objets cassables, des caisses en bois ou élimine les ennemis, disséminés tout au long des niveaux. Les boulons permettent d'acheter des armes plus puissantes et des munitions. La collecte de boulons de titane, rares et volontairement cachés, débloque des costumes spéciaux pour Ratchet,. Le joueur est confronté à plusieurs types de caisses autres que celles en bois. Les caisses de couleur bleue redonnent de la santé, celles peintes en violet contiennent des munitions tandis que les caisses rouges explosent au contact du personnage.
Le joueur dispose au cours du jeu d'un arsenal très riche en termes d'armes, de gadgets et d'armures, tous aussi variés que fantaisistes. Dès le début du scénario, il possède trois armes (une clé à molette utilisée en partie comme arme de corps-à-corps, le pistolet Lacérator, et le gant Bombacide, sorte de grenade qui projette de l'acide en explosant) tout comme un unique gadget nommé Hyperswing qui est utilisé pour se balancer au-dessus des gouffres,. Les vendeurs spécialisés fournissent des armes loufoques et des munitions contre des boulons. Ils sont placés à des endroits fixes dans les niveaux. Au fur à mesure que le joueur atteint de nouvelles cartes, de nouvelles armes se débloquent à des prix de plus en plus élevés. L'unique fonction des armes est d'éliminer les ennemis se dressant face à Ratchet. En outre, chaque arme possède une barre d'évolution (comme dans un RPG),. Lorsque celle-ci est remplie, l'arme évolue vers une nouvelle version (jusqu'à la version 5) et s'octroie au passage de meilleures caractéristiques telles que l'amélioration de la cadence de tir, du nombre de munitions (bien que certaines armes n'en nécessitent pas pour fonctionner) ou encore des dégâts occasionnés,. Des modifications d'armes sont achetables pour la plupart d'entre elles. Un gadget est, quant à lui, généralement essentiel pour progresser dans les niveaux et souvent le seul moyen pour Ratchet d'accéder à de nouvelles zones. L'un des éléments du jeu est de permettre à Ratchet de rétrécir pour explorer des environnements invisibles à l’œil nu et entrer dans des serrures pour les crocheter. Pour autre exemple, sur la planète Ryllus, le joueur peut animer des plantes polymorphes avec le Germomatic, puis les amener à des jardinières, ce qui permet de concevoir des plates-formes, des ponts, des échelles, des tremplins ou encore des catapultes,. Toutefois, d'autres gadgets sont passifs. Dès qu'ils sont achetés, ils s'activent d'eux-mêmes comme l'Attrape-boulons qui améliore la portée à laquelle Ratchet peut ramasser des boulons. Enfin, le jeu comprend plusieurs armures qui protègent plus ou moins Ratchet contre les dégâts subis. De manière plus précise, une armure se divise en quatre éléments (casque, cuirasse, gants et bottes), lesquels possèdent un pourcentage de protection qui leur sont propres. Le joueur doit trouver par lui-même les éléments d'armures, dissimulés tout au long du jeu,. Lorsque tous les éléments d'une armure sont rassemblés, elle confère à Ratchet une capacité particulière. Par exemple, l'armure « Feu sauvage » embrase les ennemis lorsque Ratchet donne un coup de clé,. Le joueur peut également créer des armures uniques en combinant des éléments de différentes classes, donnant lieu à des bonus de différentes natures (comme l'augmentation de la force de frappe),.
Enfin, les « points de compétence » sont des objectifs facultatifs qui demandent au joueur de réaliser une tâche précise et complexe.

### Diversité du gameplay

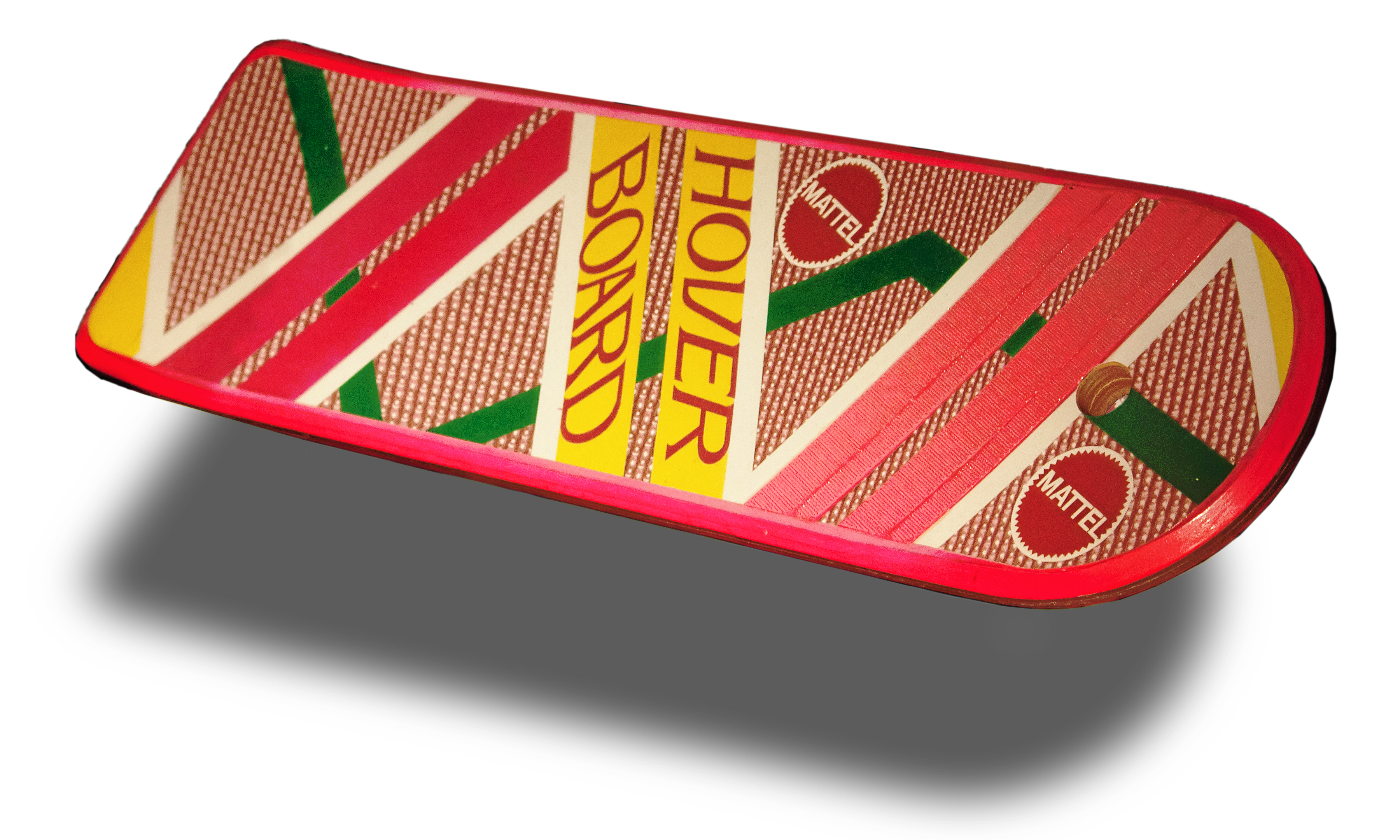
Représentation d'un hoverboard (sorte de planche volante) du film Retour vers le futur 2, similaire à ceux présents dans le jeu.

Clank est habituellement accroché au dos de Ratchet. Cependant, il est utilisé au cours de multiples occasions en tant que personnage jouable dans des niveaux qui lui sont parfois entièrement dédiés. En premier lieu, Clank peut occasionnellement contrôler par télépathie de petits robots afin de leur donner des ordres simples (attaquer, suivre, attendre, etc.),. Cette mécanique de puzzle est indispensable dans la progression du jeu. En second lieu, Clank peut aussi s'envoler de lui-même dans l'espace en se transformant en robot gigantesque. De là, une phase de shoot 'em up s'installe et le joueur dirige Clank afin de détruire des vaisseaux ennemis, tout en esquivant leurs tirs (tel un jeu Star Fox),,. En outre, la Guerre des Robots est une série de mini-jeux où Clank peut concourir à plusieurs épreuves comme des énigmes (de type Lemmings),, une sorte de handball ou encore du derby de démolition. Dans cette dernière phase de jeu, le joueur participe à des combats motorisés,. Enfin, au cours d'un niveau, il est brièvement amené à manier une tourelle en vue subjective afin de protéger Ratchet pendant que ce dernier déverrouille des portes.
Quant à Ratchet, il est parfois amené à glisser sur des rails ferroviaires analogues, notamment lorsqu'il se glisse dans le verrou de certaines portes en utilisant le Rayon réducteur, ce qui lui permet de débloquer l'accès à des zones inexplorées. Par ailleurs, Ratchet participe à des courses d'hoverboard,,. Durant ces dernières (déjà introduites dans le premier Ratchet and Clank), le joueur peut récupérer des boosts afin de s'envoler dans les airs et d'accéder à des raccourcis.

### Mode défi
Un mode Défi se débloque lorsque le joueur termine une première fois le jeu (New Game Plus). Alors, il garde de la précédente partie son expérience, son argent et ses armes. Les différences avec une partie normale consistent principalement en l'achat de nouvelles versions d'armes (jusqu'à dix), d'équipements d'armes, de pièces d'armures ainsi qu'en la présence d'ennemis plus résistants et l'ajout d'un multiplicateur de boulons. Pour ce dernier, il démarre au multiple de 1 et peut s'envoler jusqu'à 20, à condition que le joueur ne subisse pas un seul dégât.

### Multijoueur
Le jeu contient un mode multijoueur à la fois en local ou en ligne, grâce à la connexion sans fil de la console,. Le menu du multijoueur contient un accès aux classements ainsi qu'une salle de chat où les utilisateurs peuvent interagir entre eux en attendant d'accéder à une partie ou inviter des amis,. Le jeu offre la possibilité de s'affronter à quatre joueurs en simultané au maximum, à travers trois modes dont match à mort et capture du drapeau,. Le dernier mode de jeu intitulé Lombax en fer amène le joueur à participer à quatre cartes, chacune proposant un type de défi particulier.
| Évasion de l'île : Sur Pokitaru, le joueur doit récupérer des noyaux radioactifs et les amener jusqu'à sa fusée afin de la faire décoller. Toutefois, une exposition prolongée à ces noyaux entraîne la naissance de mutants. |
| La vallée du danger : Sur Ryllus, le joueur doit trouver des émetteurs autoguidés et les placer sur les générateurs de l'équipe adverse. Cependant, des mines flottantes, disséminées sur la carte, sont attirées par les émetteurs. Lorsque le joueur récupère un émetteur, il ne doit pas s'arrêter de bouger, sous peine d'être explosé par une mine. |
| Méga canons : Sur Challax, le but du joueur est de s'emparer d'un maximum de générateurs, permettant à son méga canon de se recharger plus rapidement. Une fois le rechargement effectué, le joueur est amené à détruire le canon adverse. |
| La vache malade : Ici, le but est d'aspirer des vaches martiennes grâce à l'aspiro-canon. Le joueur doit envoyer trois vaches dans un modulateur de matière afin de créer une caisse de viande. Le joueur gagne lorsqu'il a déposé trois caisses dans son camion.                                                                                        |

Finalement, le 30 mars 2012, Sony Interactive Entertainment publie, via son site officiel PlayStation Blog, la date de fermeture des serveurs en ligne du jeu, laquelle est planifiée pour le 27 juin 2012.

## Développement
High Impact Games est fondé à Los Angeles en 2003 en partie par d'anciens membres d'Insomniac Games (créateur de la franchise Ratchet and Clank) tels que Lesley Mathieson (en tant que responsable design puis en qualité de responsable projet pour Resistance) ou le président Roberto Rodriguez qui était alors directeur gameplay,,,. Le reste de l'équipe provient de différents horizons (dont les studios américains Naughty Dog, Luxoflux et Heavy Iron Studios) comme Atsuko Kubota, directrice artistique, qui provient de Spark Unlimited,. Dans son passé, Insomniac Games avait décidé de négocier directement avec Sony afin de créer une nouvelle franchise (Ratchet and Clank). En échange du financement des projets, Sony gardait les droits de la licence,,. En 2003, ceux provenant d'Insomniac Games ont pour certains participé au développement du premier et second Ratchet and Clank sur PlayStation 2,. De plus, ces derniers cumulent plus d'une dizaine d'années d'expérience dans l'industrie vidéoludique. Ce n'est que deux années plus tard, à l'automne 2005, que le studio novice High Impact Games démarre son premier projet, qui consiste à développer un titre dérivé de la série Ratchet and Clank, exclusivement sur PlayStation Portable de la firme japonaise Sony à la demande de ce dernier. La branche américaine Sony Computer Entertainment fait d'ailleurs office d'éditeur. En outre, le projet s'inscrit dans un contexte où des licences majeures issues de la PlayStation 2 (telles que Wipeout, Metal Gear ou encore Jak and Daxter) sont portées vers le support portable (en reprenant respectivement les exemples cités auparavant : Wipeout Pure, Metal Gear Acid et Daxter),.

### Évolution du projet
High Impact Games travaille avec Insomniac Games et reçoit de ce dernier de nombreuses illustrations de couverture dans le but de se rapprocher de l'esthétique des opus sortis sur PlayStation 2,. Le studio tient à respecter les codes de l'univers établi par la société mère tout en gardant une indépendance dans la conception du jeu. En avril 2006, le studio dévoile un rendu du jeu au travers d'une beta publique qui est présentée durant la conférence de presse de Sony en marge de l'Electronic Entertainment Expo,. À cette occasion, le nouveau jeu vidéo est provisoirement intitulé Ratchet & Clank PSP.  High Impact Games souhaite entreprendre un retour aux fondamentaux de la série avec, par exemple, « la réapparition de Qwark et des missions jouables par Clank », ainsi que des mécaniques de jeu de plates-formes et un humour singulier tandis que le précédent opus avait divergé en employant une formule comprenant un gameplay centré sur Ratchet et une ambiance plus sombre. En outre, dans un entretien consacré à Gamasutra, la directrice design Lesley Mathieson confirme que le but du studio était « d'apporter l'aventure d'un Ratchet PS2 vers une console portable ». Les premières impressions des journalistes envers la bêta se veulent par ailleurs rassurantes,. Plus tard, en novembre 2006, une autre beta fermée est publiée en ligne par la branche américaine de Sony Computer Entertainment afin de tester et développer l'aspect multijoueur du jeu, d'après GameSpy,. Le studio a conçu spécialement son moteur de jeu pour La taille, ça compte quasiment sans outils tiers à l'exception du logiciel Maya pour l'élaboration du gameplay. D'ailleurs, la physique du jeu est simple alors que l'ensemble de paramètres de l'animation et ses variations possibles donnent l'illusion d'un moteur physique plus robuste.
Bien que La taille, ça compte soit le premier jeu vidéo du studio, l'équipe est ressortie conquise du développement sur PlayStation Portable, en particulier, par les fonctionnalités qu'elle offre. En effet, Justin Wilder, programmeur moteur, explique dans une interview accordée à IGN : « il y a une surprenante quantité de puissance dans cette petite plate-forme de jeu », avant d'ajouter « nous avons fait de notre mieux afin de jouer avec les forces du système ». De son côté, la directrice artistique Atsuko Kubota dévoile dans cette même interview « qu'elle était surprise du nombre de polygones et d'effets que son équipe était capable de créer ». Par exemple, le niveau de Clank le Géant dans l'espace génère jusqu'à 20 000 particules à l'écran.
High Impact Games révèle aussi plusieurs aspects du développement de leur projet via un niveau caché dans le jeu : l'équipe a créé plusieurs ébauches de véhicules, de personnages, de décors, d'ennemis, et de costumes pour le multijoueur, mais nombre d'entre eux n'ont pas été retenus, faute de place et par souci d'un nombre d'I.P.S. trop bas. En outre, une démo jouable a mis en valeur les défauts et les qualités du jeu,.
Le site web du studio dévoile régulièrement des informations concernant le développement de l'épisode,. Peu avant sa sortie, une campagne promotionnelle, comprenant deux spots publicitaires,, est lancée pour promouvoir le jeu. En 2006, le jeu est également présenté au cours de l'E3 et lors du Tokyo Game Show,. En janvier 2007, Sony Computer Entertainment met au jour sur le marché américain une démo jouable qui porte sur trois éléments de jeu différents du mode solo de La taille, ça compte, c'est-à-dire l'ensemble du premier niveau, un combat de boss ultérieur et un défi réalisé par Clank.
| - Président : Roberto Rodriguez - Directeur artistique : Atsuko Kubota - Directrice design : Lesley Mathieson - Directeur de musique : Chuck Doud - Chef de projet : Carl Grande - Directeur animation : Justin M. Rasch - Responsable modéliste : Dan Johnson - Responsable artistique : Lloyd Murphy - Responsable game design : David Goodrich - Responsable programmation moteur : Jason Skiles |

### Distribution et bande son
La taille, ça compte est un jeu multilingue qui est doublé dans plusieurs langues telles que l'anglais, le japonais, le coréen, le français, l'allemand, l'espagnol, l'italien, le portugais et le néerlandais. La distribution de l'opus au sein de l'Europe n'a pas entraîné un doublage systématique dans tous les pays, en particulier pour ceux qui utilisent pour leurs programmes télévisés la version originale sous-titrée dans la langue nationale ; comme c'est le cas pour les versions danoise, finnoise, norvégienne et suédoise du jeu qui sont en version originale sous-titrée. L'intitulé du jeu est traduit dans plusieurs pays, tout en conservant le sens tendancieux du titre original,. En effet, l'expression en anglais « size matters » (traduit en français par « la taille, ça compte ») fait une référence salace à la taille de l'organe reproductif d'un homme. Ce jeu de mots s'inscrit dans la « tradition » des jeux Insomniac Games dont la majorité des titres originaux possèdent un double sens particulier,. Néanmoins, d'après GameSpot, « size matters » désigne aussi la PlayStation Portable alors que la franchise s'est détournée de son support d'origine sur console vers un support portable.
Dans la version originale en anglais du jeu, James Arnold Taylor est la voix de Ratchet. Il interprète ce personnage depuis Ratchet and Clank 2. La voix de Clank est toujours assurée par David Kaye depuis le premier opus de la série, lequel interprète également le Skyboarder. La jeune Luna est interprétée par Nicole Sullivan tandis que Jim Ward prête sa voix pour plusieurs rôles dont le capitaine Qwark, le méchant Otto Destructor, le professeur Germe ou encore Skrunch.

Acteurs de la version originale du jeu en langue anglaise
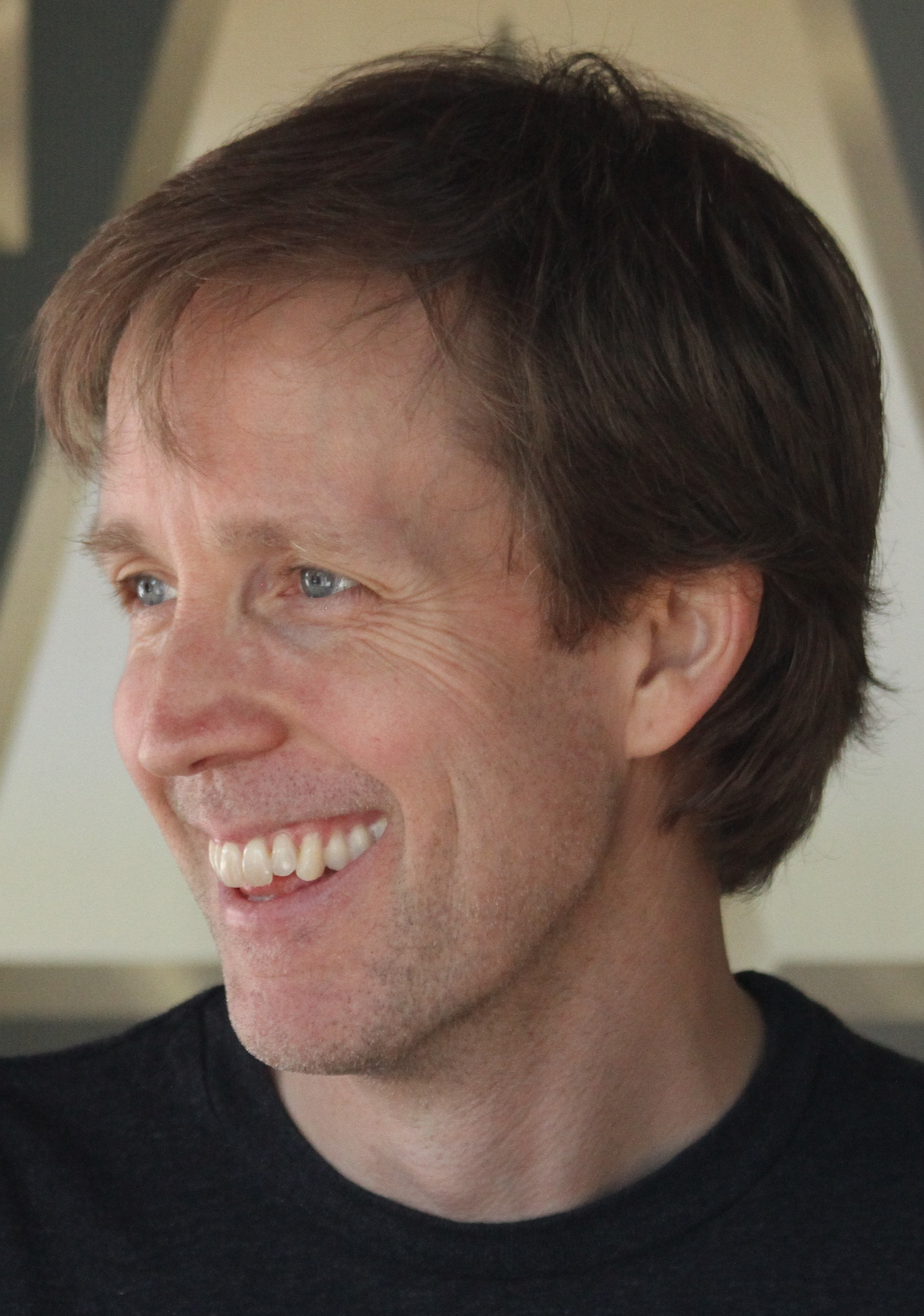
James Arnold Taylor interprète Ratchet.
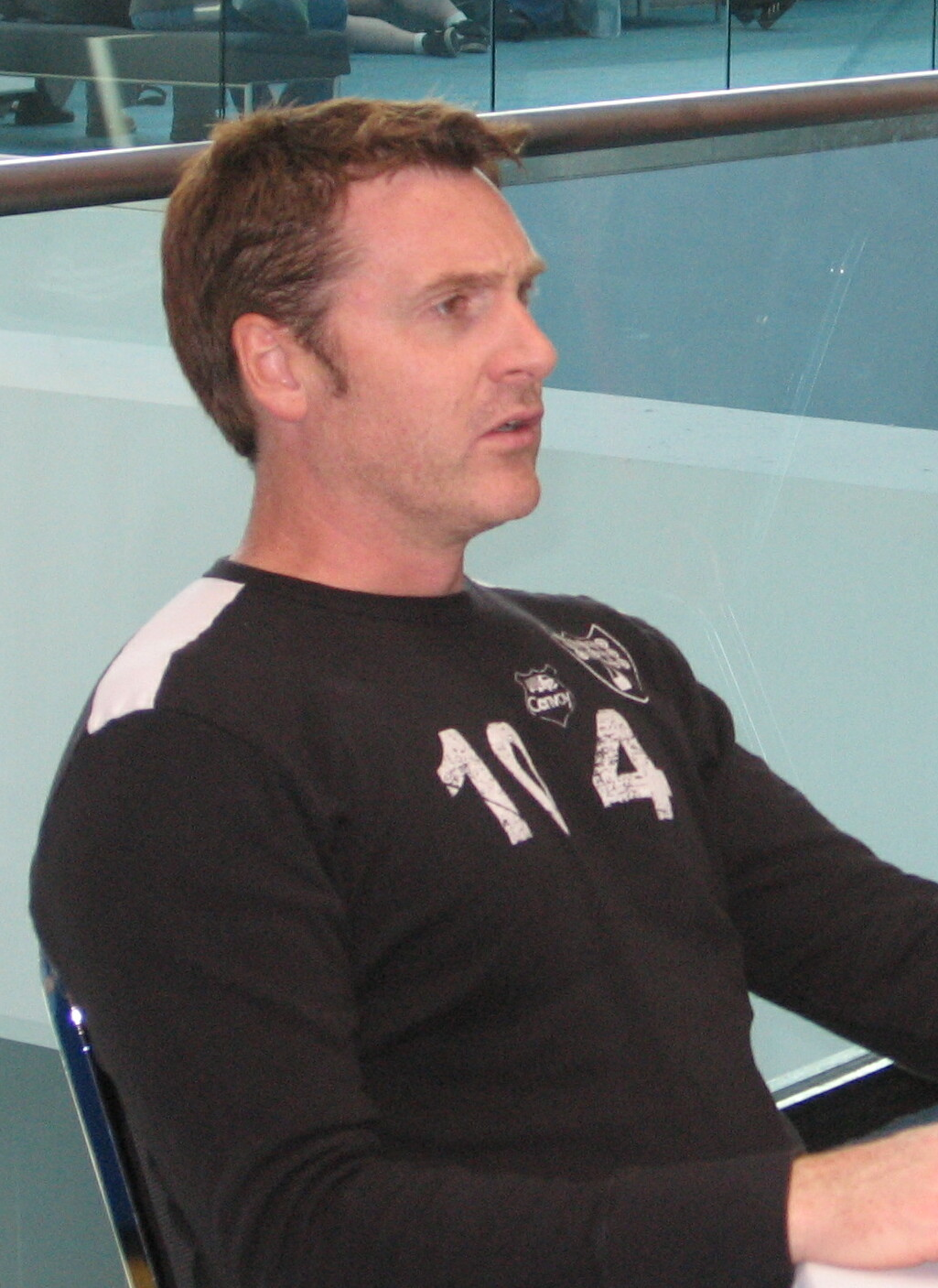
David Kaye interprète Clank et le Skyboarder.
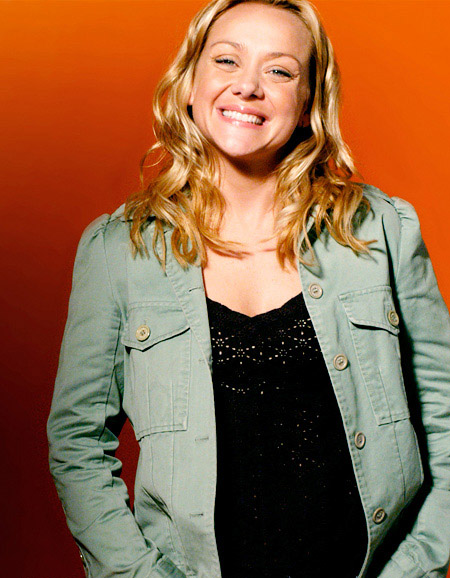
Nicole Sullivan interprète Luna.
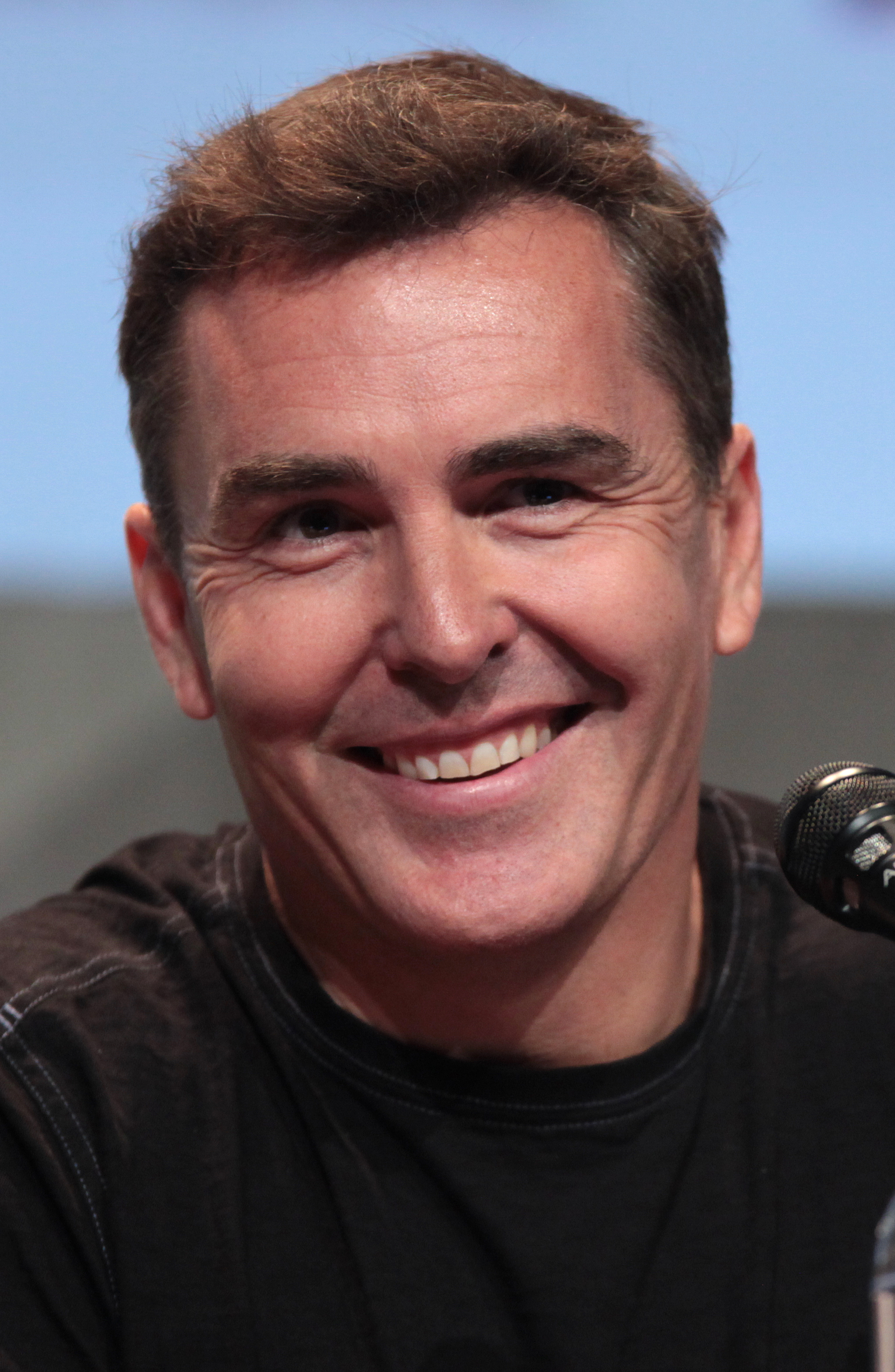
Nolan North prête uniquement sa voix pour le multijoueur.

Du côté de la version française, Marc Saez et Martial Le Minoux interprètent respectivement les voix de Ratchet et Clank tandis que la voix du Capitaine Qwark est assurée par Hervé Caradec et celle de Luna par Sophie Riffont. Enfin, le Skyboarder est interprété par Serge Thiriet tandis que Pierre-François Pistorio est la voix d'Otto Destructor.
En ce qui concerne la bande originale de La taille, ça compte, elle est réalisée par le compositeur français David Bergeaud. Depuis le premier Ratchet and Clank, c'est lui qui s'est occupé de la musique de chaque opus de la série. Avec 25 morceaux, la durée totale de la bande originale de l'opus est de 1 h 42.

### Hommages àDan Johnson
Le 3 décembre 2006, durant la production de La taille, ça compte, Dan Johnson, responsable modéliste à High Impact Games, meurt subitement,. Pour rendre hommage à leur collègue disparu, l'équipe de développement ajoute un bandeau à la fin des crédits et lui dédie le jeu,.
Lorsque Dan Johnson travaillait pour Insomniac Games, il avait pris l'habitude de réaliser des caméos en incrustant discrètement son portrait dans certains niveaux de plusieurs productions telles que Spyro 2: Gateway to Glimmer et Spyro: Year of the Dragon ainsi que les trois premiers opus de la série Ratchet and Clank. Dans La taille, ça compte, il est possible de débloquer un costume pour Ratchet qui le représente. Le joueur obtient cette apparence à condition de remplir certaines conditions dans le mode multijoueur,. Une autre méthode nécessite de récupérer la totalité des rares boulons en titane. High Impact Games et Insomniac Games ont continué à lui rendre hommage dans les opus postérieurs de la licence, par exemple, en permettant au joueur de débloquer un costume de Dan Jonhson pour Ratchet (comme dans Opération Destruction ou All 4 One) ou de débusquer des easter eggs à son effigie. Par ailleurs, son portrait apparaît brièvement dans le film d'animation de 2016. En 2021, Insomniac Games a poursuivi sa tradition d'honorer Dan Johnson, dans Ratchet and Clank: Rift Apart, en cachant une figurine qui le représente au sein d'un niveau.

### Adaptation surPlayStation2
Fort du succès de La taille, ça compte sur PlayStation Portable, l'équipe de développement réalise un portage de l'épisode sur PlayStation 2. Dans un entretien accordé à Gamasutra, Lesley Mathieson explique ce choix par deux raisons : un avantage économique avec les bénéfices engendrés (en cas de succès commercial) et la suffisante demande du public de la PlayStation 2 (l'audience étant largement plus importante que sur support portable). Le portage conserve le même moteur de jeu et sort en 2008.
Les changements principaux de l'adaptation résident dans l'augmentation du rendu graphique ainsi qu'une vue à la troisième personne du personnage qui pivote désormais à 360°. Le multijoueur est remanié, n'offrant plus de jeu en ligne mais un jeu en réseau local permettant à quatre personnes de s'affronter sur une même console en écran partagé soit en coopération, soit l'un contre les autres. En outre, le mode Deathmatch (match à mort) n'est plus disponible.

## Commercialisation
Ratchet and Clank : La taille, ça compte est publié pour la première fois en Amérique du Nord le 13 février 2007 sur PlayStation Portable. Deux mois plus tard, c'est au tour de l'Europe de bénéficier de la sortie du jeu le 11 mai. Puis, au fur et à mesure, le jeu est lancé en Australie, au Japon et en Corée du Sud, respectivement le 24 mai, 28 juin et 31 août de l'année 2007.

Logo de la version japonaise de Ratchet and Clank : La taille, ça compte.

En 2008, le jeu paraît sur PlayStation 2 en premier lieu en Amérique du Nord le 11 mars, puis en Australie et en Europe, respectivement le 27 et 28 du même mois. Le jeu poursuit sa sortie mondiale, le 2 mai en Corée du Sud et le 11 juillet au Japon.
De plus, en octobre 2008, la sortie de la PlayStation Portable 3000 en Amérique du nord s'effectue notamment sous la forme d'une offre groupée avec une copie de La taille, ça compte,.
En juillet 2024, la version PlayStation Portable du jeu est portée sur PlayStation 4 et PlayStation 5,.

## Accueil
Ratchet and Clank : La taille, ça compte sur PlayStation Portable est bien accueilli par la presse spécialisée. Globalement, les critiques applaudissent une conversion sur portable réussie qui retranscrit fidèlement l'esprit de la série. En outre, la réception positive du jeu s'est également traduite par des lettres de remerciement envoyées par des fans ou des messages de soutien sur des forums à l'égard du studio High Impact Games.

### Critiques de la version originale sur PlayStation Portable
L'agrégateur de notes Metacritic obtient un score de 85 % d'opinions positives en réalisant la moyenne pondérée de 50 notes de test, lesquelles émanent de magazines et sites vidéoludiques provenant de toutes nationalités. Selon l'échantillonnage de Metacritic, si quelques avis sont légèrement réservés, aucun n'est mauvais, et presque l'ensemble des critiques accorde une note positive au jeu vidéo. Les scores enregistrés les plus bas sont ceux des rédactions 1UP.com, gamesTM et Edge, attribuant à La taille, ça compte, un 7 sur 10 ou équivalent. À l'inverse, seul le site modojo.com lui accorde la note maximale, bien que le journaliste Philip Jones ait effectué son test en janvier 2007, c'est-à-dire plusieurs mois avant la parution de la version finale du jeu.

#### Critiques du support
Le passage de la franchise d'un support console vers la portable de Sony est encensé par les critiques, si bien que le site français Jeuxvideo.com le décrit comme « un jeu qui tient toutes ses promesses, au point de surpasser carrément les épisodes sortis sur PS2 ». Gamekult trouve également que « Sony a fait du bon travail pour adapter son jeu à la PSP » et Eurogamer déclare que « Ratchet a fait une bonne transition sur portable ». De son côté, Julien Hubert de Gameblog estime que « la jouabilité ne souffre à aucun moment du passage PS2/PSP » et ajoute que les développeurs ont le « mérite de rendre une copie technique et ludique parfaite » car « on progresse sans jamais s'ennuyer, l'armement est fun, c'est beau et rigolo ».
En outre, le jeu dispose d'effets techniques complexes et surprenants, qui surviennent durant certains moments du jeu, sans pour autant réduire le nombre d'I.P.S. C'est pour cela que pour Jeuxvideo.com, le jeu comporte « des effets parfois très impressionnants, notamment dans le monde du rêve où on nage en plein délire visuel ».
La critique se divise quant au sujet de déplacer latéralement — strafer en anglais — Ratchet via la croix directionnelle de la PlayStation Portable. Entre autres, d'après Jeuxvideo.com, « la croix complète agréablement les déplacements au stick analogique pour effectuer les mouvements latéraux » tandis que Jeremy Dunham du site IGN déclare que High Impact Games a carrément résolu le mystère de « comment réussir sans un deuxième joystick analogique » – il évoque celui de la DualShock 2, la manette officielle de Sony pour la PlayStation 2. En revanche, Gameblog s'impatiente : « il faut [...] s'habituer à strafer sans perdre le contrôle ». GamesRadar+ regrette également l'absence d'un joystick analogique droit sur la PSP comme sur une manette de console de salon afin de contrôler la caméra.

#### Critiques des graphismes
La presse spécialisée encense particulièrement les graphismes au style cartoonesque de La taille, ça compte, lesquels sont maintes fois jugés comme les meilleurs offerts par la PSP, voire supérieurs à ceux des précédents jeux de la série issus de la PS2. Le rédacteur James Thomas du site DarkStation rapporte que le jeu pourrait visuellement ne pas être en mesure de rivaliser avec les précédents jeux de la franchise en version de console, toutefois selon ses mots : « étant donné qu'il s'agit d'un jeu portable, il est difficile de ne pas être impressionné ». Aussi, Gameblog affirme dans son test que « les graphismes, très colorés et super chiadés, n'ont rien à envier à ceux des opus PlayStation 2 ». Gamekult exprime un avis plus tranché et considère que « le jeu figure tout simplement parmi les titres PSP les plus convaincants visuellement avec un rendu très proche des épisodes PlayStation 2 ». De la même façon, IGN pense qu'au niveau des graphismes « La taille, ça compte semble meilleur que les jeux PS2 en de nombreux points » notamment grâce aux « considérables effets qui n'entravent pourtant pas la fluidité du jeu ». Enfin, le journaliste Romendil de Jeuxvideo.com estime que « les graphismes savent rester à la fois jolis et lisibles ».

#### Critiques dugameplay
Le gameplay de La taille, ça compte est globalement apprécié pour sa richesse mais comporte aussi quelques légers défauts. Jusqu'à présent, l'association du genre action et plates-formes a toujours favorablement profité à la série. Et l'opus La taille, ça compte n'échappe pas à la règle comme le souligne Gamekult qui signale que « le mélange action/plates-formes propre à la série se pratique sans trop de problèmes ». Pour le rédacteur du site DarkStation, « le gameplay est aussi addictif que jamais ».
Toutefois, les avis divergent à propos de la caméra, jugée par une part de la critique trop proche,, (en particulier durant les sessions multi-joueurs), et par l'autre part parfaitement exploitée, car elle bouge rapidement sans entraver la fluidité de l'action.
La générosité de l'arsenal avec ses innombrables armes, gadgets et éléments d'armures qui permettent de varier la prise en main du jeu, est l'un des aspects les plus appréciés par la presse. Jeuxvideo.com note néanmoins une certaine lassitude devant un arsenal « trop classique ». De plus, selon les critiques, le choix d'un système d'amélioration des armes et de collecte des différentes pièces d'armure (entretenant par la même occasion la durée de vie du jeu) est également le bienvenu. Pour Gamekult, ce système d'amélioration est « le principal atout du jeu », comme pour GameSpot qui estime que la quantité impressionnante d'armes et de gadgets qui compose l'arsenal et son système d'amélioration est l'un des trois points positifs principaux du jeu. La diversité du gameplay semble finalement conquérir quelques rédacteurs de test grâce aux mini-jeux (courses, shoot'em up, etc.) et le contrôle unique de Clank lors de ses phases d'énigmes qui « apportent un peu de fraîcheur à la progression », selon Jeuxvideo.com. Néanmoins, la course d'hoverboard est considérée par la critique comme le mini-jeu le moins abouti. Andrew Hayward, rédacteur pour Worthplaying, pointe « un manque de sensation de vitesse et des contrôles lâches ».
Enfin, si la campagne solo du jeu est applaudie par les observateurs, le multijoueur est quant à lui souvent dédaigné, avec Gamekult qui évoque des « combats assez basiques et répétitifs », GameSpot qui considère qu'il est résolument « inintéressant » ou JeuxActu qui s'agace « des combats en Deathmatch assez répétitifs sur la longueur ». Par ailleurs, étant le cinquième opus d'une série débutée en 2002, une partie de la critique redoute que les fans éprouvent une certaine lassitude face à un gameplay qui pourrait ne pas se renouveler suffisamment pour eux. Gamekult s'attend à ce que des fans puissent avoir « l'impression de faire la même chose qu'en 2002 » — date de sortie du premier Ratchet & Clank. De la même manière, Gameblog avertit les habitués, dont certains n'y verront peut-être qu'une simple copie des précédents jeux sur PS2.

#### Critiques du scénario
Les critiques saluent l'effort fourni par les scénaristes pour écrire un script décent. Gamekult apprécie que « cet épisode profite d'une mise en scène soignée et fort agréable pour un jeu tournant sur une portable ».
La mise en scène de la narration est aussi appuyée par de nombreuses scènes cinématiques en images de synthèse. Celles-ci viennent illustrer les faits marquants de l'aventure avec une dose d'action et surtout d'humour, un point central dans la série, qui est unanimement prisé par l'ensemble de la presse. Gameblog parle alors de « cinématiques franchement rigolotes et bien fichues », tandis que Jeuxvideo.com trouve que « ces séquences narratives […] brillent par leur humour et leur mise en scène impeccable ».

#### Critiques du son
Les avis sont plus mitigés au sujet du mixage audio qui peine à fournir une ambiance sonore mémorable, que ce soit les effets sonores accompagnant l'intrigue ou les musiques proposées par David Bergeaud, le compositeur attitré à la série, qui a repris les mêmes genres musicaux que ceux des trois premiers opus. Ainsi, GameSpot déplore des « effets sonores quasi absents », quand IGN souligne que « la musique n'est pas la plus vibrante de la série, mais les effets sonores sont convenables ». Toutefois, le jeu se rattrape auprès des critiques de presse par un doublage jugé de qualité qui comprend les acteurs originaux des précédents épisodes. Par ailleurs, la version française du jeu reçoit aussi les félicitations de Gamekult et Jeuxvideo.com, qui déclarent respectivement que « les voix françaises sont bonnes » et que « toutes les cinématiques sont doublées en français avec beaucoup de crédibilité ».

### Critiques de la version PlayStation 2
La conversion de La taille, ça compte sur console de salon est en revanche beaucoup moins appréciée par la presse spécialisée. D'après les notes recensées par Metacritic, le jeu perd plus de 20 points par rapport à son support d'origine (85 % d'avis positifs) puisqu'il tombe à une moyenne de 62 % d'avis positifs sur 35 critiques. En outre, l'adaptation pure et simple du jeu de la PlayStation Portable vers la PlayStation 2 avec la conservation de toutes ses fonctionnalités techniques est la principale déception des critiques. En effet, Ellie Gibson du site anglophone Eurogamer explique que « le jeu n'a tout simplement pas bien réussi sa transition » et ajoute que « les détails des environnements ne sont plus aussi impressionnants » car les graphismes semblent dorénavant « irréguliers sur un écran de télévision ». Cet avis est partagé par Jeuxvideo.com qui déplore « la grossièreté de certaines textures et […] des effets mal maîtrisés » ainsi qu'un autre défaut repris unanimement par la critique, c'est-à-dire « des énormissimes problèmes de caméras impossibles à corriger ». Quant au site Gamekult, il regrette, entre autres, « [des] graphismes ternes en rapport à ce que l'on trouve sur PS2, [des] niveaux confinés [et une] sensation de déjà-joué évidente » ; là où JeuxActu suppose que l’adaptation est une galéjade,. Enfin, selon Randolph Ramsay de GameSpot, La taille, ça compte atteint le bas du classement par rapport aux quatre précédents jeux PlayStation 2 de la franchise.

### Ventes
Ratchet and Clank : La taille, ça compte est un véritable succès commercial sur PlayStation Portable. D'après le site VG Chartz, aux méthodes de calcul controversées, lors de la première semaine de commercialisation, en Amérique du Nord, quelques 23 000 copies sont vendues. Pour le mois de février 2007, le NPD relève une seizième place dans le classement mensuel des meilleurs ventes de jeux vidéo sur le marché canadien, tout en étant le premier jeu PlayStation Portable classé. Par ailleurs, lors des premiers jours de commercialisation en région nippone, le jeu se vend honorablement à 38 000 unités, atteignant par la même occasion la cinquième place hebdomadaire des charts japonais toutes consoles confondues,. En fin de semaine suivante, le jeu retombe à la seizième place alors qu'il s'agit du seul jeu PlayStation Portable inclus au sein du classement (hormis Monster Hunter Freedom 2 qui pointe au 36e rang). Quelques mois après sa sortie en Australie, l'opus est présent en août 2007 dans le haut du classement hebdomadaire des meilleures ventes sur PlayStation Portable, aux côtés de Transformers, le jeu. Après dix semaines de ventes, plus de 120 000 unités du jeu se sont écoulées dans le monde. L'année 2007 se solde par près de 1 million de copies vendues. À titre d'information, il se place à la 60e position dans le classement des jeux vidéo les plus vendus de cette année, toutes consoles confondues.
La taille, ça compte bénéficie de rééditions, aussi bien sur PlayStation Portable que sur PlayStation 2, pour la gamme Platinum (en zone Europe) le 1er janvier 2008, la gamme Greatest Hits (en zone Amérique du Nord) le 6 avril 2008 et la gamme The Best (en zone Asie) le 29 janvier 2009. Ces labels, créés par Sony, sont attribués uniquement aux jeux vidéo qui se sont les mieux vendus sur ses consoles. Alors, le jeu tire parfois parti d'un regain d'intérêt. Par exemple, l'édition Platinum de La taille, ça compte parvient à se hisser dans les jeux les plus vendus de la semaine 52 de l'année 2008 en Europe, en se basant sur les données de ventes en ligne d'Amazon. D'ailleurs, sur le marché britannique, l'année 2009 voit le jeu pointer au quatrième rang des jeux PlayStation Portable les plus vendus,. La taille, ça compte est réédité une dernière fois pour la gamme PSP Essentials le 4 juin 2010 dans la région PAL et en Europe,. Le 9 juin 2010, il est désormais possible d'acquérir le jeu sous format dématérialisé via le PlayStation Store, mais cette version ne peut être lue que sur PlayStation Portable ou PlayStation Vita. En 2016, ce sont encore 6 000 autres unités qui viennent s'ajouter au nombre de ventes, via le PlayStation Network, ce qui porte finalement La taille, ça compte à un total de 3,75 millions de copies dans le monde.
Selon VG Chartz, le jeu se serait principalement écoulé en Amérique du Nord et en Europe avec respectivement 1,40 million exemplaires dans chacune des régions, soit 2,80 millions (74% des ventes totales). Le jeu s'est aussi exporté au Japon où il se serait écoulé au total à plus de 100 000 copies (environ 2,5 % des ventes totales).
Suivant les chiffres de VG Chartz, les ventes de La taille, ça compte dépassent celles de ses prédécesseurs : 3,33 millions pour Ratchet and Clank, plus de 2,78 millions pour Ratchet and Clank 2, plus de 2,57 millions pour Ratchet and Clank 3 ainsi que 2,21 millions pour Ratchet: Gladiator,. Toutefois, en date de juin 2007, Insomniac Games avance d'autres chiffres avec 3,71 millions pour le premier épisode, 2,97 millions pour le deuxième, 3,22 millions pour le troisième et 2,16 millions pour l'épisode dérivé.
Ainsi, aucun autre jeu de la franchise n'égalerait les ventes de La taille, ça compte, même en prenant en compte les opus postérieurs. De ce fait, il serait le jeu le plus vendu de la série Ratchet and Clank. En outre, c'est aussi le sixième jeu le plus vendu sur PlayStation Portable.
Quant à la version PlayStation 2 du jeu, elle se serait vendue à seulement 290 000 exemplaires dans le monde, toujours selon VG Chartz.

### Distinctions
En 2006, durant l'E3, Ratchet and Clank : La taille, ça compte est nommé finaliste par IGN lors d'une cérémonie (IGN Best of E3 2006) dans la catégorie « meilleur jeu d'action sur PSP ». Début 2007, IGN le récompense à nouveau en lui attribuant le titre honorifique de « meilleur jeu du mois de février ». De son côté, GameSpy le couronne comme « meilleur jeu d'action de l'année sur PSP » et « 6e meilleur jeu de l'année sur PSP », tandis que lors des Interactive Achievement Awards de 2008, l'Academy of Interactive Arts and Sciences le nomme dans la catégorie « meilleur jeu de console portable de l'année ». En 2010, La taille, ça compte est l'une des entrées de l'ouvrage Les 1001 jeux vidéo auxquels il faut avoir joué dans sa vie publié sous la direction du rédacteur en chef Tony Mott du magazine Edge. En 2020, le journaliste Diego Arguello de GamesRadar+ classe La taille, ça compte comme le septième meilleur jeu de sa franchise (surclassé par Ratchet and Clank 2 et 3, parmi les précédents opus). En 2021, GameStop catalogue l'opus parmi les vingt meilleurs jeux sortis sur PlayStation Portable. En 2022, Jeuxvideo.com considère l'épisode comme le « meilleur spin-off de la série à ce jour ».

## Postérité

### Au sein de la franchiseRatchet and Clank
| 2002 | Ratchet and Clank (PS2)             |
| 2003 | Ratchet and Clank 2 (PS2)           |
| 2004 | Ratchet and Clank 3 (PS2)           |
| 2005 | Going Mobile (Mobile)               |
| 2005 | Ratchet: Gladiator (PS2)            |
| 2006 | Clone Home (Mobile, annulé)         |
| 2007 | La taille, ça compte (PSP)          |
| 2007 | Opération Destruction (PS3)         |
| 2008 | Secret Agent Clank (PSP)            |
| 2008 | Quest for Booty (PS3)               |
| 2009 | A Crack in Time (PS3)               |
| 2010 |                                     |
| 2011 | All 4 One (PS3)                     |
| 2012 | Q-Force (PS3)                       |
| 2012 | The Ratchet and Clank Trilogy (PS3) |
| 2013 | Nexus (PS3)                         |
| 2013 | Before the Nexus (App.)             |
| 2014 |                                     |
| 2015 |                                     |
| 2016 | Ratchet and Clank (PS4)             |
| 2017 |                                     |
| 2018 |                                     |
| 2019 |                                     |
| 2020 |                                     |
| 2021 | Rift Apart (PS5)                    |

- Jeux Insomniac Games
- Jeux High Impact Games
- Autres développeurs (Handheld Games,
Idol Minds, Darkside Game)

Le succès de La taille ça compte sur PlayStation Portable conduit à l'adaptation du jeu sur PlayStation 2 par High Impact Games dès 2008. Cette même année, fort du succès de son premier jeu vidéo, le studio décide de développer, à nouveau sur PlayStation Portable, un nouvel épisode de la franchise qui s'intitule Secret Agent Clank. Cet épisode dérivé, qui glisse le joueur dans la peau d'un Clank en costume d'agent secret, est néanmoins un échec commercial et la dernière production du studio pour cette licence.
Quant à Insomniac Games, le studio décide de poursuivre le développement de la franchise en passant par la PlayStation 3 dès 2007 avec la sortie de Ratchet and Clank : Opération Destruction. Finalement, Insomniac Games produit un total de cinq opus (majeurs et dérivés) sur cette console de jeu jusqu'en 2013 avec la sortie de Ratchet and Clank: Nexus. Sous un autre format, l'univers de Ratchet and Clank prend vie au travers du film d'animation Ratchet et Clank. Il est coproduit par Rainmaker Entertainment et voit le jour en 2016, mais il éprouve des difficultés à convaincre le public et à rembourser son budget. La même année, la sortie par Insomniac Games du remake du premier Ratchet and Clank sur PlayStation 4, qui s'inspire allègrement de la trame du film, est accompagnée de critiques et de ventes plutôt favorables, ce qui permet au studio de franchir sereinement une nouvelle étape dans l'histoire de la franchise. Enfin, en 2021, Insomniac Games développe le jeu Ratchet and Clank: Rift Apart sur PlayStation 5, qui rencontre un franc succès.

### Dans d'autres franchises
L'exploitation de Ratchet et Clank dépasse les limites de leur propre saga. La présence du duo se retrouve dans PlayStation Move Heroes, un jeu vidéo crossover sorti en mars 2011 qui regroupe les duos héroïques de trois séries exclusives de Sony : Ratchet et Clank, Sly Cooper et Bentley de la série Sly Cooper ainsi que Jak et Daxter de la série Jak and Daxter. En 2012, le jeu vidéo PlayStation All-Stars Battle Royale est un crossover réunissant divers personnages issus de plusieurs franchises de jeux vidéo dont les deux héros de Ratchet and Clank. En 2013, le service PlayStation Home propose de nombreux articles payants provenant de la série,.